# Matka Boska z jaskółką
Matka Boska z jaskółką, także Pala Ottoni – ołtarz włoskiego malarza renesansowego Carla Crivellego.
Ołtarz został namalowany na zlecenie Ranuzio Ottoni, Lorda Matelica i Giorgio di Giacomo, lokalnego opiekuna zakonu franciszkanów. Jest jednym z trzech ołtarzy z zachowanymi oryginalnymi ramkami, które obecnie znajdują się w National Gallery w Londynie. Swoją nazwę zawdzięcza jaskółce znajdującej się na górze, po lewej stronie na gzymsie tronu. Jaskółka w okresie renesansu była uznawana za symbol zmartwychwstania Chrystusa.
Ołtarz przedstawia Matkę Bożą z Dzieciątkiem w towarzystwie św. Hieronima i św. Sebastiana. Dzieciątko trzyma w lewej ręce jabłko, które symbolizuje grzech pierworodny i ma przypominać, iż Chrystus już jako dziecko wziął na siebie jarzmo grzechu pierworodnego.
Szereg namalowanych przedmiotów ma znaczenie symboliczne i pozwala na identyfikację postaci oraz zapowiada przyszłe wydarzenia. Święty Hieronim w swoim żywocie przetłumaczył Biblię na język łaciński. Przetłumaczone księgi trzyma w prawej ręce, na nich stoi model kościoła, symbolizujący jego znaczenie jako doktora Kościoła. U jego stóp znajduje się postać lwa, będącego kolejnym jego atrybutem. Postać zwierzęcia nawiązuje do opowieści o lwie, któremu święty wyciągnął cierń z łapy. Hieronim jest ubrany w szaty kardynalskie, mimo iż za jego życia godność ta nie istniała.
Po lewej stronie stoi św. Sebastian, trzymający w dłoni złamaną strzałę. Atrybut ten nawiązuje do próby zabicia go strzałami z łuku przez rzymskich żołnierzy.
U dołu znajduje się predella złożona z trzech wewnętrznych obrazów i dwóch zewnętrznych. Trzy środkowe sceny nawiązują do życia obu świętych. Po lewej stronie widoczny jest Hieronim klęczący przed krzyżem. Na drzewie obok widoczny jest kardynalski kapelusz, taki sam, jaki znajduje się na głowie przedstawionej wyżej postaci, z prawej strony widać lwa. Środkowa scena przedstawia Boże Narodzenie, a scena po lewej nawiązuje do próby zabicia św. Sebastiana.
W lewym narożniku Crivelli namalował św. Katarzynę z Aleksandrii z jej atrybutem – kołem, w prawym – św. Jerzego walczącego ze smokiem.

## Symbolizm przedstawionych przedmiotów
Zgodnie ze zwyczajem renesansowych malarzy, Crivelli przedstawił szereg różnych owoców; każdy z nich ma znaczenia symboliczne. Oprócz jabłka trzymanego przez małego Jezusa, nad głowami świętych wiszą tykwa i pigwa. Symbol tykwy pochodzi z historii Jonasza, który najpierw został połknięty przez wielką rybę, a po wydostaniu się z jej wnętrzności głosił słowo Boże mieszkańcom Niniwy, dzięki czemu zdołał ich nawrócić i uzyskać przebaczenie ich grzechów przez Boga. W ostatnim rozdziale Księgi Jonasza Jonasz odpoczywa pod krzakiem tykwy (według innych tłumaczeń jest to krzew rycynowy), owoc tykwy był więc symbolem przebaczenia. Pigwa, zwana często "złotym jabłkiem", symbolizuje zmartwychwstanie Jezusa lub odkupienie, czym nawiązuje do symbolu rajskiego jabłka.